# Rodeln

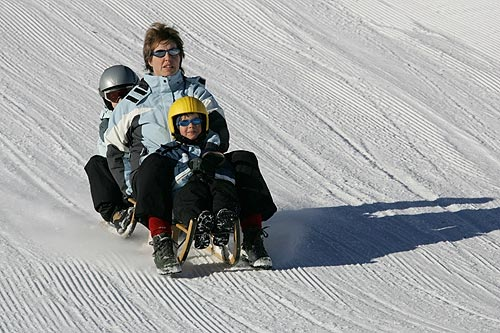
Rodeln als Freizeitvergnügen

Rodeln, auch  Schlitteln oder Schlittenfahren, ist eine ursprünglich winterliche Fortbewegungsart, einen Berg mit einem Rodel (Schlitten) hinunterzufahren. Heute wird als Rodel das durch Gewichtsverlagerung lenkbare Sportgerät bezeichnet.

## Der Rodelschlitten

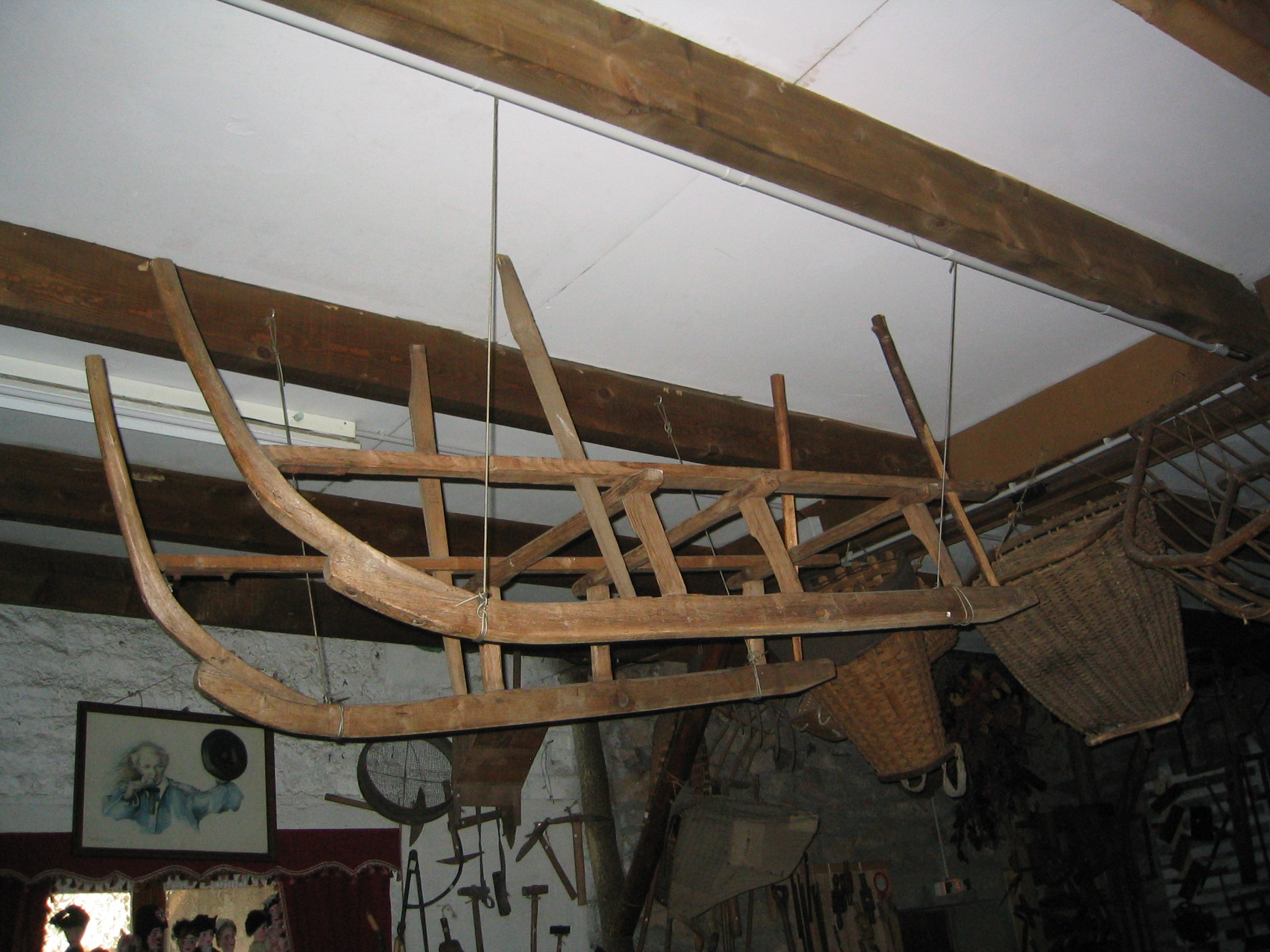
Historischer Hornschlitten

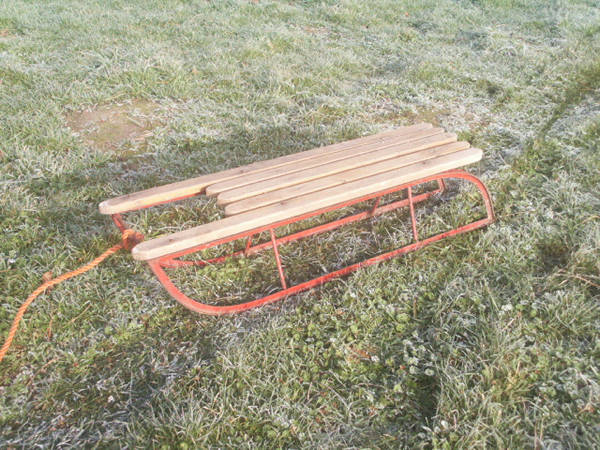
Klassischer Freizeitschlitten

Ein Rodelschlitten, kurz auch Rodel (vom oberdeutschen-schweizerischen rotteln „rütteln“, „schütteln“) oder Schlitten (ahd. slito „Gleiter“, vergl. „schlittern“), ist ein aus zwei Kufen und einem Rahmengestell bestehendes Gerät. Er wird verwendet, um einen Hang oder eine Rodelbahn hinabzugleiten, nachdem er zuvor durch Muskelkraft oder mit Hilfe eines Skiliftes in eine höhere Lage gezogen worden ist. Da Rodelschlitten weniger Schnee als Skier brauchen, sind sie auch in Gegenden mit weniger Schneefällen weit verbreitet.

## Geschichte

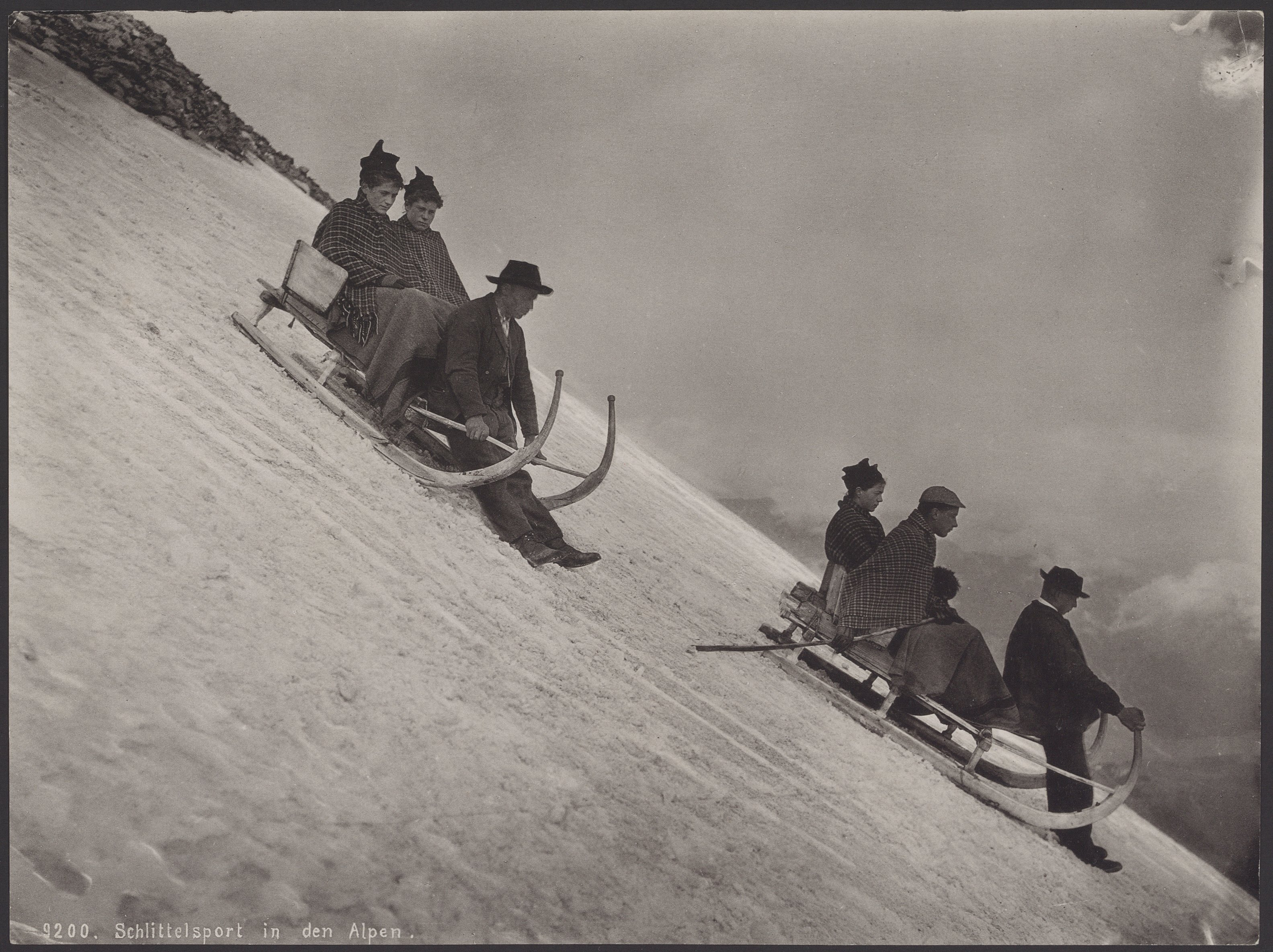
Fahrt auf dem Hornschlitten, Schweizer Alpen, ca. 1890–1910

Schlitten werden seit Jahrtausenden als Transportmittel genutzt. In Europa wurden erste Schlitten wohl seit der Frühzeit als winterliches Transportmittel, so etwa in Skandinavien, im Alpenraum oder im Erzgebirge als Ziehschlitten für den Heu- und Holztransport und in kleineren Formen für den Personentransport verwendet. Die erste Erwähnung vom Rodeln macht wohl Plutarch über die Kimbern, die nackt durch den Schnee auf den Berg gelaufen sein sollen und sich auf breiten, flachen Schilden sitzend abstießen und hinuntersausten. Der spätere Rodel entwickelte sich als Freizeitgerät aus alpenländischen Schlittenformen.

## Rodelsport
Seit Anfang des 19. Jahrhunderts wurde Rodeln auch als eigenständige Wintersportart in den Varianten Rennrodeln auf Kunsteisbahnen und als Naturbahnrodeln populär. Die ursprünglich vom Ziehschlitten abgeleiteten Formen haben sich zu spezialisierten Hochleistungsgeräten entwickelt. Rennen auf traditionellen Schlitten sind nur mehr als folkloristische Vergnügungsveranstaltung üblich.
Der moderne Sport- oder Tourenrodel hat im Gegensatz zum Davoser Schlitten schräge, eisenbeschlagene Kufen und ist meist gummigelagert, d. h. beweglich. Die Kufen des Davoser Schlittens liegen flach auf dem Untergrund auf, die des Rodels hingegen nur auf einer Kante. Die Kufen des Rodels sind in der Längsrichtung leicht gewölbt, in Kombination mit der verziehbaren Konstruktion des Rodels – wie beim klassischen Ziehschlitten – ermöglicht das, dem Fahrer nur durch Gewichtsverlagerung (Arm und Oberkörper) und Beinarbeit am Rodel (Fuß bzw. Knöchelinnenseite gegen den vorderen Rahmenbogen drücken: rechts drücken für linke Kurve und links drücken für rechte Kurve) und zusätzlichem Ziehen am Lenkriemen/-seil diesen zu steuern. Der Fahrer eines Davoser Schlittens hingegen muss die Füße gegen den Untergrund drücken, um den Schlitten zu lenken (links aufdrücken für linke Kurve und rechts drücken für rechte Kurve) und in engen Kurven den Schlitten meist querstellen. Der Rodel ist spurtreuer und auch wesentlich schneller als der Davoser Schlitten.

## Andere Sportgeräte zum Rutschen auf Schnee
Neben dem eigentlichen Rodel gibt es seit den 1960er Jahren den Bob – kein Schlitten im eigentlichen Sinne. Mit diesem Gerät ist auch Rutschen auf Sanddünen möglich. Bobs gibt es als Kunststoffwanne mit Führungsriefen, an der vorne auch die Füße aufgelegt werden können, mit mehr oder minder ausgeprägtem Sitz mit Lehne, teils über zwei Handgriffe steuerbar, wie auch den einfachen Zipflbob mit Handgriff, den man zwischen die Beine nimmt. Andere Sportgeräte ähnlich dem Rodel sind der Skeleton und der Rennbob des Bobsports sowie der Schibob, der heute nur mehr selten anzutreffen ist. Alternativ zum Rodelschlitten gibt es seit 2001 auch aufblasbare Luftkissen-Schlitten. Die Verwendung dieser Sportgeräte ist auf den meisten Rodelbahnen in den Alpen nicht erwünscht bzw. erlaubt.
Für Hobbyrodler besteht die Möglichkeit, auf Sommerrodelbahnen zu fahren. Bei der Sommerrodel sind die Kufen (Laufschienen) durch Inline-Rollen ersetzt. Im Sommerrodeln finden nationale und internationalen Wettbewerbe (internationaler Austria-Cup und Europa- und Weltmeisterschaften organisiert von der ISSU) statt.

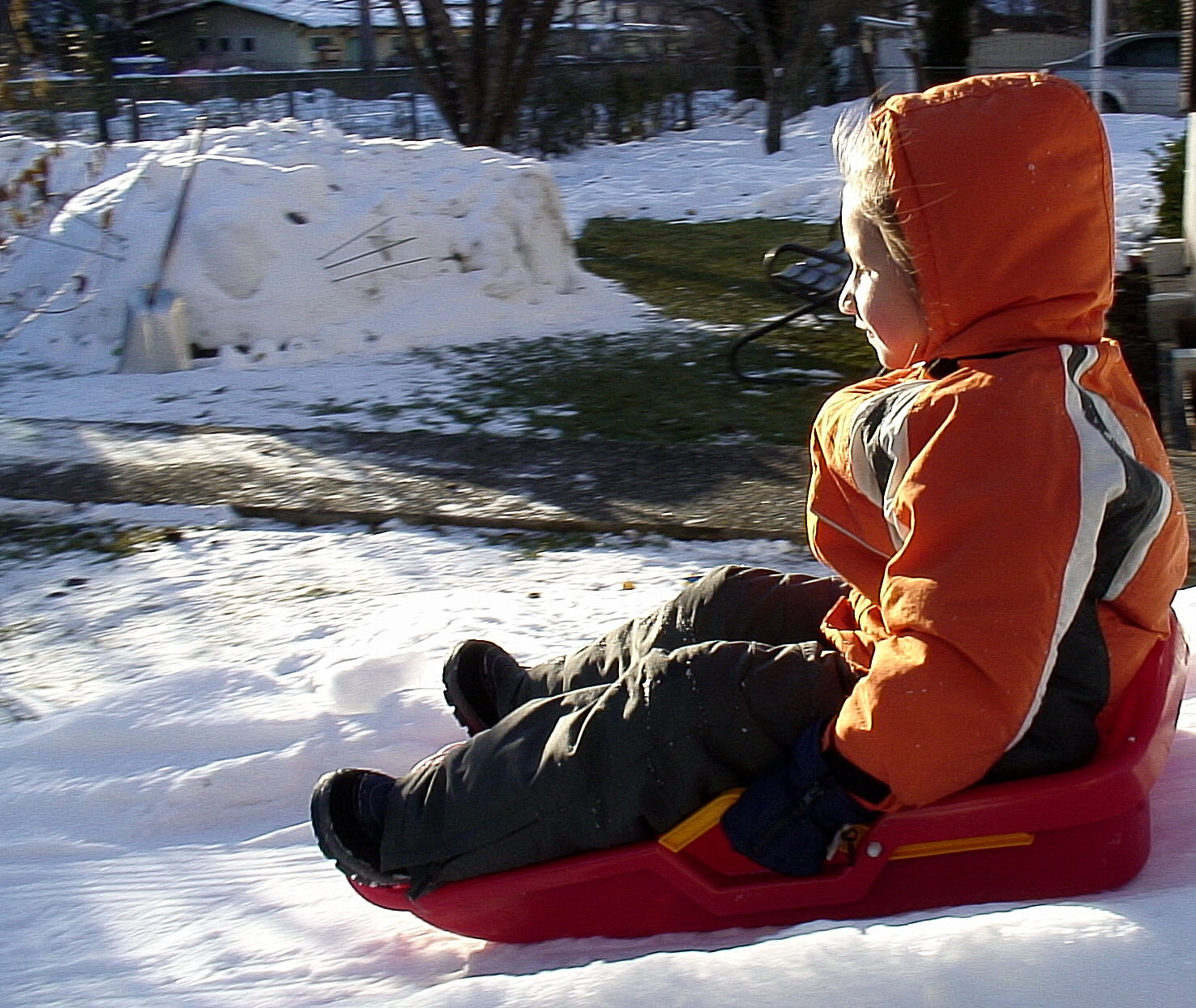
Rutschbob, ein Kindersportgerät
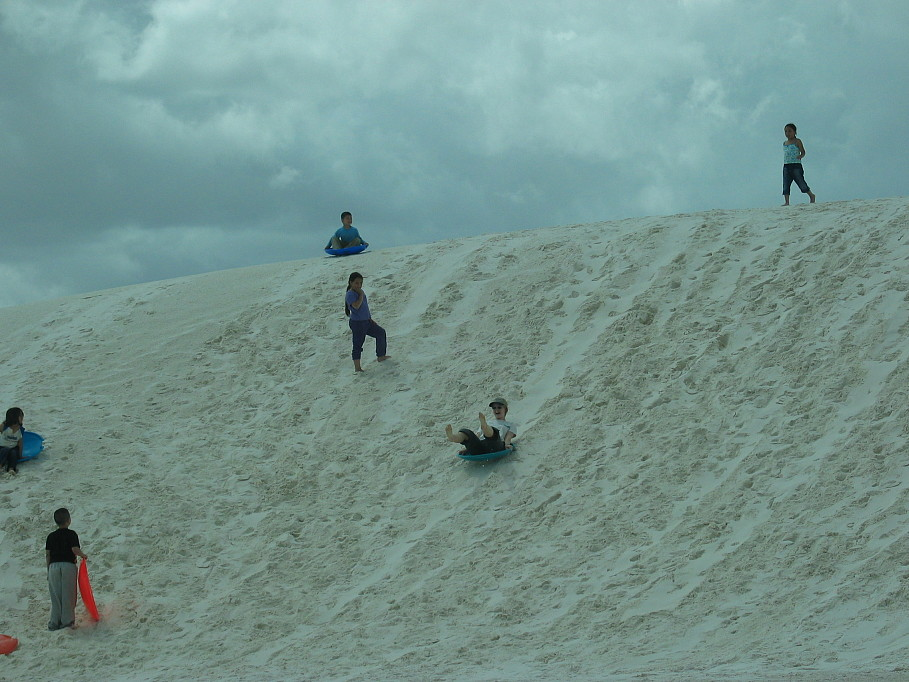
Sandrodeln
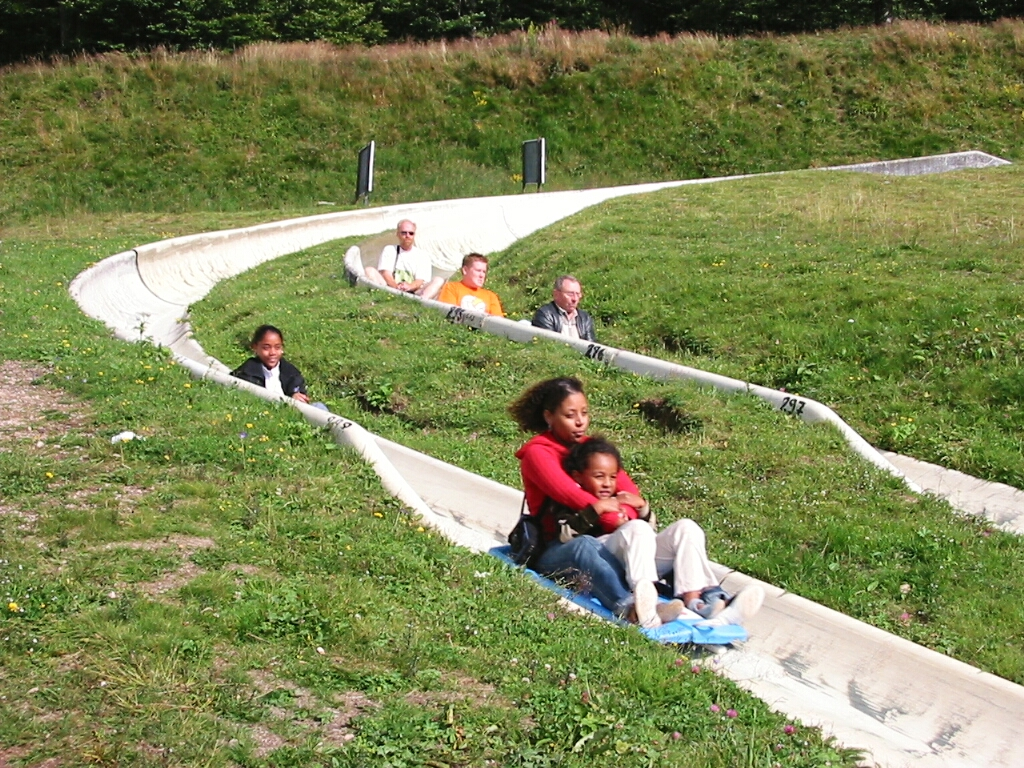
Sommerrodelbahn
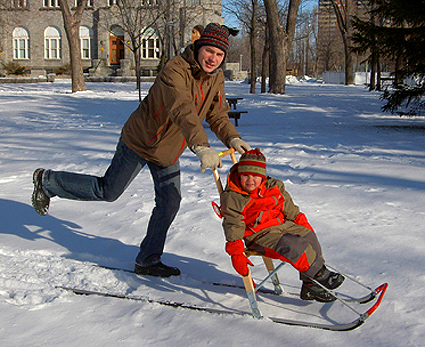
Spark (Tretschlitten), traditioneller skandinavischer Schlitten, hier mit Kindersitz

## Schlittelwege

### Deutschland
- Die längste ausgewiesene Rodelbahn befindet sich auf dem Wallberg in Oberbayern und hat eine Länge von 6,5 km.[3][4]

- Die längste beschneite Rodelbahn liegt am Wurmberg in Braunlage/Harz. Sie startet auf 727 Metern und ist 1,6 km lang.[5]

- Die längste Naturrodelbahn im Erzgebirge ist die Naturrodelbahn am Schellenberg in Augustusburg/Erzgebirge. Sie hat eine Startpunkthöhe von 470 Meter und eine Länge von 1,5 km.[6]

### Österreich
In der Wildkogel-Arena Neukirchen & Bramberg in Salzburg startet auf der Bergstation Smaragdbahn die längste beleuchtete Rodelbahn der Welt mit 14 km Länge.

### Schweiz
Im Rahmen von SchweizMobil wurden über 80 Schlittelbahnen in der Schweiz einheitlich markiert und auf einer Homepage beschrieben.